# Речь о тотальной войне

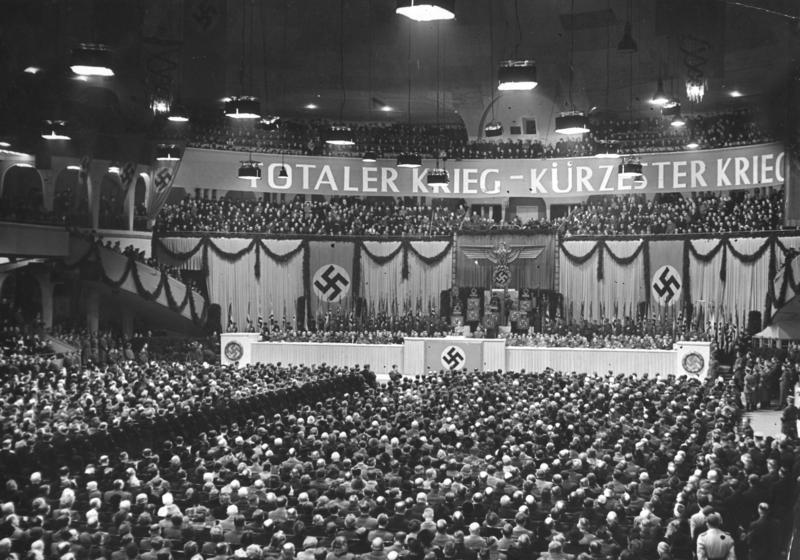
Йозеф Геббельс выступает 18 февраля 1943 года в Берлинском дворце спорта под лозунгом «Тотальная война — кратчайшая война»

Речь о тотальной войне (Речь Геббельса во Дворце спорта, нем. Sportpalastrede) — речь рейхсминистра народного просвещения и пропаганды нацистской Германии Йозефа Геббельса перед многотысячной аудиторией в Берлинском дворце спорта 18 февраля 1943 года.
Речь считается одним из самых известных выступлений Геббельса и одним из самых известных и знаковых публичных выступлений политических деятелей периода Второй мировой войны.
К моменту выступления Геббельса немецкая армия и её союзники потерпели ряд тяжёлых поражений на фронтах войны: была окружена и разгромлена крупная группировка вермахта под Сталинградом, в Африке велись тяжёлые бои с наступающими армиями сил антигитлеровской коалиции.
В своей 109-минутной патетической речи, которая транслировалась по национальному радио в прямом эфире, Геббельс призвал немецкий народ к «тотальной войне» до победного конца.
На балюстраде был вывешен транспарант с лозунгом «Тотальная война — кратчайшая война». Апеллируя в речи к национальному сознанию, Геббельс, возможно, ориентировался на Сталина, который через двенадцать дней после германского нападения на СССР в своём радиообращении объявил войну СССР против Германии «Великой Отечественной войной».
«Англичане заявляют… Я спрашиваю вас… Я спрашиваю вас в восьмой раз… Я спрашиваю вас в девятый раз… Я спрашиваю вас в десятый и в последний раз…» В речи содержался и знаменитый четвёртый вопрос: «Хотите ли вы тотальной войны? Хотите ли вы её, если надо, тотальней и радикальней, чем мы её себе можем сегодня представить?» Зал был охвачен воодушевлением. Когда Геббельс задал пятый вопрос: «Доверяете ли вы сегодня фюреру больше, сильнее, непоколебимее, чем когда-либо?», — многотысячная толпа, как отмечалось в стенограмме, в едином порыве воодушевления поднялась с мест, и зал сотрясла волна возгласов «Хайль!» и «Да!». На заключительную часть речи Геббельс потратил целый час.
При этом, по утверждению историка Хельмута Хейбера, Геббельс считал, что на самом деле человеком, который уже давно ведёт такую войну с Германией, был Иосиф Сталин.

## Цитаты
| Оригинал на немецком | Перевод на русский |
| --- | --- |
| Ich frage euch: Wollt ihr den totalen Krieg? Wollt ihr ihn, wenn nötig, totaler und radikaler, als wir ihn uns heute überhaupt erst vorstellen können?                                    | «Я спрашиваю вас: хотите ли вы тотальную войну? Если потребуется, хотите ли вы более тотальную и радикальную войну, чем вы вообще можете сегодня представить?» |
| […] | […] |
| Nun, Volk, steh auf und Sturm brich los! | «Воспрянь, народ, и пусть грянет буря!» |
| Warum ist dieses Geräusch in meinen Ohren und auch in deinen? Oder bin ich der Einzige, der dieses schreckliche Eingreifen und Knistern hört, ach ja, der Krieg ist in vollem Gange.[...] | «А что это у меня шумит в ушах, у вас тоже? Или только я один слышу эти жуткие помехи и треск, ах да, война в самом разгаре.» [...]                            |